# Tiffany Keep
Tiffany Keep (* 15. Oktober 2000 in Durban) ist eine südafrikanische Radrennfahrerin.

## Sportlicher Werdegang
Keep begann mit 10 Jahren, an Wettbewerben auf Provinz- und Landesebene teilzunehmen, zunächst im Mountainbikesport. Einige Jahre später begann sie auch mit Straßenradsport. Von 2017 bis 2019 war sie bei den Junioren und der U23 jeweils südafrikanische Meisterin im Einzelzeitfahren auf der Straße und im Cross-Country XCO, dazu 2018 im Straßenrennen. Ihren wichtigsten internationalen Erfolg hatte sie bei den Afrikaspielen 2019 mit dem Sieg im Mountainbike-Rennen; eine weitere Goldmedaille gewann sie im Mannschaftszeitfahren auf der Straße. Im Herbst 2019 nahm sie mit dem Nationalteam erstmals an Straßenrennen in Europa teil wie der Tour de l’Ardèche und dem Giro della Toscana.
Die Corona-Pandemie sorgte für eine deutliche Zäsur in ihrer Karriere; 2020 und 2021 fuhr sie außerhalb Südafrikas nur die Straßenradsport-Weltmeisterschaften 2021 in Belgien. 2022 und 2023 fuhr sie im Cape Epic, einem der bedeutendsten Mountainbike-Etappenrennen der Welt, wo sie 2023 Sechste im Team mit Hayley Preen wurde. Ansonsten lag ihr Fokus auf Straßenrennen, wo sie für das britische Vereinsteam (ab 2024 UCI Continental Team) Hutchinson-Brother aktiv war. Sie gewann 2023 eine Etappe im irischen Rás na mBan sowie 2024 die südafrikanische Cape Town Cycle Tour, beide außerhalb des nationalen Kalenders. Der südafrikanische Verband berief sie in das olympische Straßenrennen, das sie an der Seite von Ashleigh Moolman-Pasio bestritt.

## Erfolge

### Straße
2017
 Südafrikanische Meisterin (Junioren) – Einzelzeitfahren
2018
 Südafrikanische Meisterin (Junioren) – Straßenrennen, Einzelzeitfahren
2019
 Südafrikanische Meisterin (U23) – Einzelzeitfahren
 Afrikaspiele – Mannschaftszeitfahren

### Mountainbike
2017
 Südafrikanische Meisterin (Junioren) – Cross-Country XCO
2018
 Südafrikanische Meisterin (Junioren) – Cross-Country XCO
2019
 Südafrikanische Meisterin (U23) – Cross-Country XCO
 Afrikaspiele – Cross-Country XCO